# Bolands
Bolands är en parishhuvudort i Antigua och Barbuda. Den ligger i parishen Parish of Saint Mary, i den västra delen av landet, 6 kilometer sydväst om huvudstaden Saint John's. Antalet invånare var 1 657 (2012). Den ligger på ön Antigua. Närmaste större samhälle är Saint John's, 6,5 kilometer nordost om Bolands.